# All for Love (álbum)
| Críticas profissionais | Críticas profissionais |
| Avaliações da crítica  | Avaliações da crítica  |
| Fonte                  | Avaliação              |
| ---------------------- | ---------------------- |
| Allmusic               | 2 de 5 estrelas.       |

All for Love (em português:  Tudo por Amor) é o segundo álbum do cantor estadunidense Timmy T, lançado em 24 de março de 1992 pela gravadora Quality Records.
Desse álbum saíram três singles, "Over You", "Cry a Million Tears" e "Boats Against the Current". Nenhum dos singles conseguiu sucesso, embora "Over You" tenha participado da trilha sonora do filme The Raffle, lançado em 1994.
A música "Boats Against the Current" é um cover da música originalmente lançada por Eric Carmen.

## Faixas
| N.º | Título                                         | Duração |  |
| 1.  | "Over You"                                     | 3:55    |  |
| 2.  | "Boats Against the Current" (Dueto com Preska) | 4:23    |  |
| 3.  | "Lonely Without You"                           | 3:51    |  |
| 4.  | "All for Love"                                 | 3:00    |  |
| 5.  | "Face to Face"                                 | 4:21    |  |
| 6.  | "Cry a Million Tears"                          | 4:04    |  |
| 7.  | "Angel"                                        | 3:08    |  |
| 8.  | "You're the One That I Love"                   | 3:33    |  |
| 9.  | "Don't Be Afraid of Love"                      | 3:27    |  |
| 10. | "The More I See You"                           | 3:23    |  |
| 11. | "One More Try"                                 | 3:15    |  |